# Бескудниково (бывший посёлок)
Беску́дниково (Воробьёвский) — бывший посёлок городского типа (с 1938 года), располагавшийся до 1960 года на территории Московской области, к востоку от станции Бескудниково. 17 августа 1960 года данная территория была включена в состав города Москва. Ныне это микрорайон «Бескудниково-2» Алтуфьевского района.

## История

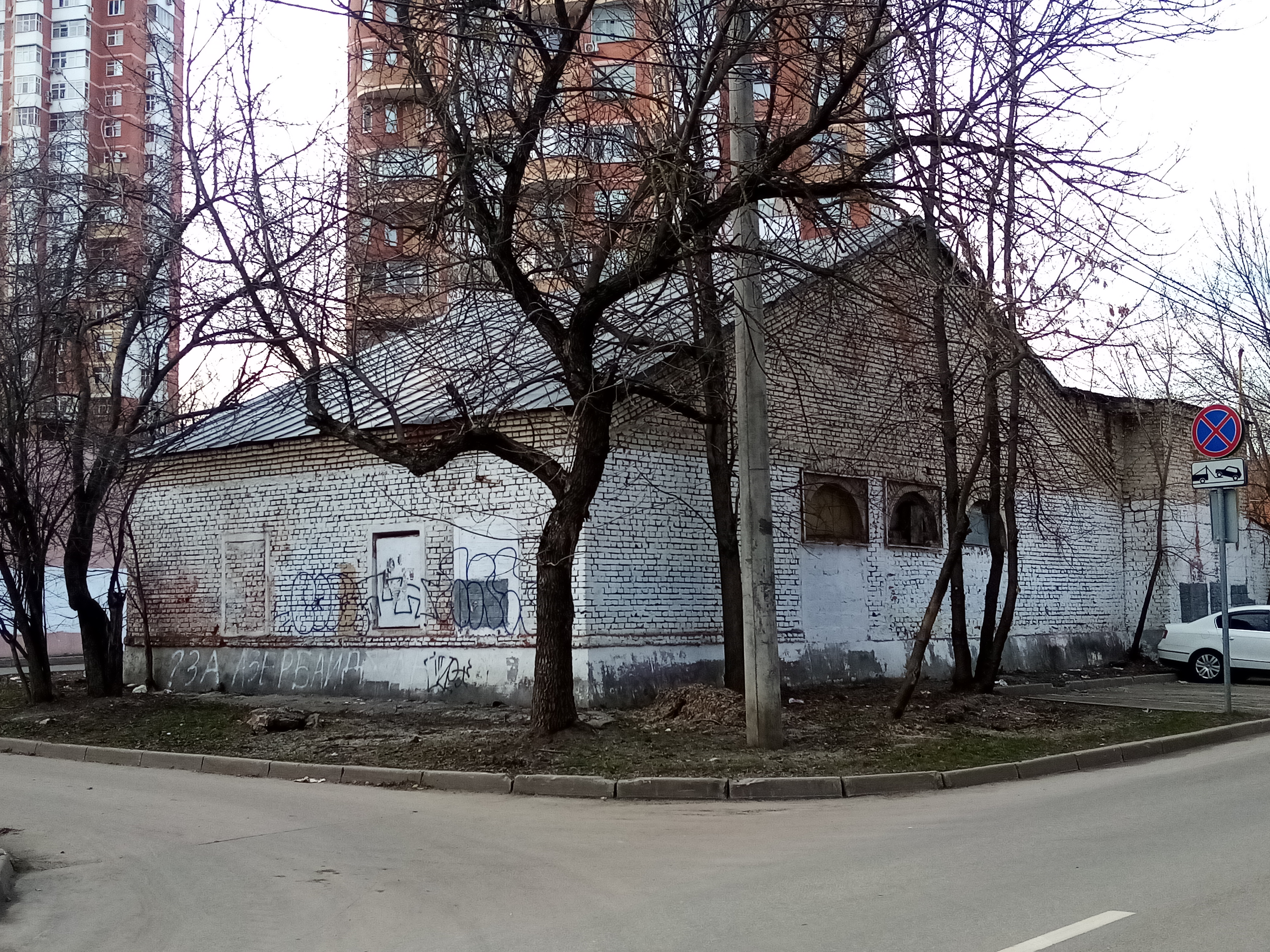
Здание бывшей поселковой бани. Проезд Черского, 13 стр. 2

В конце XVI — начале XX вв. на месте нынешнего Алтуфьевского района находились земли села Бибирево, на которых располагалась небольшая пустошь Воробьёво, отмежеванная от села Дегунино к селу Владыкино.
В 1900 году было сооружена Савёловская железная дорога и перевалочная станция Бескудниково на ней, названная по располагавшейся примерно в двух верстах от неё деревни Бескудниково. При станции в начале 1930-х годов был создан рабочий посёлок Воробьёвский, население которого в предвоенные годы составляло более 8 тысяч человек, а к концу 1950-х годов — 16 тысяч человек. Посёлок отмечен на «Карте окрестностей гор. Москвы» 1931 года.
Посёлок располагался в основном к востоку от станции Бескудниково; в западном направлении, в сторону Дмитровского шоссе, шла небольшая улица, которая в 1947 году была названа улицей 800-летия Москвы.
В 1929—1939 годах рабочий посёлок Воробьёвский входил в Мытищинский район, в 1938 году получил статус посёлка городского типа и новое наименование Бескудниково по названию железнодорожной станции. В 1939 году был выведен в Краснополянский район, центр которого находился в посёлке Долгопрудном, в 1959 году отошел в Красногорский район.
Застройка восточной части посёлка сохранилась до сих пор: это дома по Инженерной и Стандартной улицам, Путевому проезду и проезду Черского

### В составе Москвы
17 августа 1960 года деревня и посёлок Бескудниково, а также прилегающая территория были включены в состав Москвы. Территория к западу от Савёловской железной дороги — в Тимирязевский район, к востоку — в Дзержинский район.
В 1991 году восточная часть бывшего посёлка Бескудниково была включена в состав Алтуфьевского района как микрорайон «Бескудниково-2». Западная часть посёлка составляет в настоящее время территорию Восточного Дегунино.

### Память в современных названиях
О посёлке Бескудниково напоминает лишь станция Бескудниково.
Образованный в 1995 году Бескудниковский район Москвы, а также Бескудниковский бульвар, проезд и переулок, связаны не с посёлком, а с бывшей деревней Бескудниково, так как располагаются примерно на её месте.